# Jorge Andrés Martínez
Jorge Andrés Martínez Barrios, noto semplicemente come Jorge Martínez (Montevideo, 5 aprile 1983), è un ex calciatore uruguaiano, di ruolo attaccante.

## Biografia
In patria è conosciuto come El Malaka, soprannome affibbiatogli dallo zio Jorge Barrios: è una parola greca che significa "pazzia" o "genio", nell'accezione positiva del termine. È appassionato di pallacanestro.
La sua carriera, dal momento del passaggio dal Catania alla Juventus, è stata condizionata da numerosi infortuni muscolari alle gambe, che ne hanno limitato le presenze con i club e con la Nazionale uruguaiana.

## Carriera

### Club

#### In Uruguay
La carriera di Jorge Martínez inizia nel Montevideo Wanderers, formazione della capitale uruguaiana, nel 2000. Nella stagione 2000-2001 il club, che milita nel campionato uruguaiano di seconda divisione, vince il campionato e viene promossa nella massima divisione. Il talento del giovane giocatore viene notato da molti osservatori, tuttavia nel 2003 colleziona solamente 7 presenze senza mai segnare.
Il rilancio avviene nei due anni successivi, che lo portano nel 2005 ad essere ingaggiato dal Club Nacional de Football. Nel Nacional, Martínez mostra le proprie qualità anche a livello internazionale giocando la Copa Libertadores e la Copa Sudamericana, ma risulta incostante nelle prestazioni. Con il Nacional vince anche il campionato uruguaiano alla sua prima stagione, la 2005-2006.

#### Catania
A partire dalla stagione 2007-2008 gioca nel Catania, esordendo in Serie A il 2 settembre 2007 in Catania-Genoa 0-0 subentrando al 57' al posto di Takayuki Morimoto. Ha realizzato il suo primo gol in Serie A il 26 settembre in Catania-Empoli (rete decisiva per la vittoria della sua squadra).
Il 18 maggio 2008, ultima giornata di campionato, il Catania gioca contro la Roma; in classifica i rossazzurri sono davanti di due punti rispetto al Parma e di tre sull'Empoli, con il quale sono però in deficit negli scontri diretti: le tre squadre lottano in zona retrocessione e solo una delle tre può salvarsi. Dopo il vantaggio dei romanisti con Vučinić, all'85' Martínez pareggia permettendo alla squadra etnea di superare l'Empoli, che, vincendo con il Livorno, pur essendo a pari punti era al momento virtualmente salvo. Questa rete è ancor più fondamentale perché la partita è stata considerata tra le più importanti tra quelle giocate al "Massimino".
La stagione successiva è un titolare fisso della squadra, giocando alternativamente come prima e come seconda punta; a fine stagione i gol saranno otto. Il 2009-2010 è probabilmente l'annata che lo ha visto maggiormente protagonista nel campionato di Serie A e nel Catania: con la nona rete, siglata alla ventottesima giornata contro l'Inter che ha sancito il risultato finale di 3-1 per i rossazzurri, ha superato il suo record assoluto di gol stagionali.

#### Juventus e vari prestiti
Il 28 giugno 2010 viene acquistato dalla società torinese per 12 milioni di euro, in quella che diventa la seconda miglior plusvalenza realizzata della gestione Antonino Pulvirenti, fruttando 10 milioni di euro alla società etnea.
L'esperienza si rivela però sfortunata e fallimentare, complici infortuni, scelte tecniche e la difficile stagione dei bianconeri (alla fine settimi e fuori anche dall'Europa League): il giocatore totalizza 20 presenze nella stagione sotto la Mole (14 in campionato, 1 in Coppa Italia e 5 in Europa League). Con l'arrivo di Conte nella stagione successiva sulla panchina bianconera, Martínez finisce ai margini della rosa.
Il 29 agosto 2011 viene ufficializzato il suo passaggio in prestito al Cesena. Anche qui trova grandi difficoltà e totalizza appena 13 presenze in campionato, in una stagione caratterizzata anche da numerose assenze per infortunio.
Il 3 settembre 2012 viene ceduto, sempre in prestito, al Cluj, nella massima serie rumena. A fine stagione non disputa nemmeno una partita ufficiale e rientra alla Juventus, ma non viene convocato per il ritiro estivo della squadra torinese.
Il 2 settembre 2013 viene nuovamente ceduto in prestito, stavolta al Novara, dove gioca soltanto l'ultima mezz'ora della gara di ritorno del playout contro il Varese (2-2).
Il 14 agosto 2014 passa alla Juventud con la formula del prestito. La Juventus, in seguito, gli prolunga di una stagione il contratto (fino al giugno 2016) dopo la decisione di decurtarsi lo stipendio del 50%, in modo da spalmare l'impatto del suo costo su più stagioni. A distanza di 5 anni dall'ultimo gol, l'8 marzo 2015 mette a segno il gol partita contro il Cerro.
Il 30 giugno 2016, dopo 6 anni, scade il contratto che lo lega alla Juventus restando dunque svincolato.

### Nazionale
Conta 18 presenze nella Nazionale maggiore dell'Uruguay e quattro gol. 
Prende parte alla Copa América 2004 che la Celeste chiude al terzo posto.

## Statistiche

### Presenze e reti nei club
| Stagione         | Squadra          | Campionato       | Campionato | Campionato | Coppe nazionali | Coppe nazionali | Coppe nazionali | Coppe continentali | Coppe continentali | Coppe continentali | Altre coppe | Altre coppe | Altre coppe | Totale | Totale |
| Stagione         | Squadra          | Comp             | Pres       | Reti       | Comp            | Pres            | Reti            | Comp               | Pres               | Reti               | Comp        | Pres        | Reti        | Pres   | Reti   |
| ---------------- | ---------------- | ---------------- | ---------- | ---------- | --------------- | --------------- | --------------- | ------------------ | ------------------ | ------------------ | ----------- | ----------- | ----------- | ------ | ------ |
| 2000             | Wanderers        | PD               | 0          | 0          |                 |                 |                 | -                  | -                  | -                  | -           | -           | -           | 0      | 0      |
| 2001             | Wanderers        | PD               | 33         | 2          | LPL             | -               | -               | -                  | -                  | -                  | -           | -           | -           | 33     | 2      |
| 2002             | Wanderers        | PD               | 29         | 6          | LPL             | -               | -               | CL                 | 7                  | 0                  | -           | -           | -           | 36     | 6      |
| 2003             | Wanderers        | PD               | 26         | 7          | -               | -               | -               | -                  | -                  | -                  | -           | -           | -           | 26     | 7      |
| 2004             | Wanderers        | PD               | 9          | 0          | -               | -               | -               | -                  | -                  | -                  | -           | -           | -           | 9      | 0      |
| 2005-gen. 2006   | Wanderers        | PD               | 24         | 6          | -               | -               | -               | -                  | -                  | -                  | -           | -           | -           | 24     | 6      |
| Totale Wanderers | Totale Wanderers | Totale Wanderers | 121        | 21         |                 |                 |                 |                    | 7                  | 0                  |             |             |             | 128    | 21     |
| gen.-giu. 2006   | Nacional         | PD               | 15         | 3          | LPL             | -               | -               | CL                 | 7                  | 1                  | -           | -           | -           | 22     | 4      |
| 2006-2007        | Nacional         | PD               | 28         | 6          | LPL             | -               | -               | CS+CL              | 6+10               | 1+3                | -           | -           | -           | 44     | 10     |
| Totale Nacional  | Totale Nacional  | Totale Nacional  | 43         | 9          |                 |                 |                 |                    | 23                 | 5                  |             |             |             | 66     | 14     |
| 2007-2008        | Catania          | A                | 31         | 8          | CI              | 5               | 1               | -                  | -                  | -                  | -           | -           | -           | 36     | 9      |
| 2008-2009        | Catania          | A                | 30         | 5          | CI              | 2               | 0               | -                  | -                  | -                  | -           | -           | -           | 32     | 5      |
| 2009-2010        | Catania          | A                | 25         | 9          | CI              | 1               | 0               | -                  | -                  | -                  | -           | -           | -           | 26     | 9      |
| Totale Catania   | Totale Catania   | Totale Catania   | 86         | 22         |                 | 8               | 1               |                    |                    |                    |             |             |             | 94     | 23     |
| 2010-2011        | Juventus         | A                | 14         | 0          | CI              | 1               | 0               | UEL                | 5                  | 0                  | -           | -           | -           | 20     | 0      |
| 2011-2012        | Cesena           | A                | 13         | 0          | CI              | 1               | 0               | -                  | -                  | -                  | -           | -           | -           | 14     | 0      |
| 2012-2013        | CFR Cluj         | LI               | 0          | 0          | CR              | 0               | 0               | UCL+UEL            | 0+0                | 0+0                | SR          | 0           | 0           | 0      | 0      |
| 2013-2014        | Novara           | B                | 0+1        | 0+0        | CI              | 0               | 0               | -                  | -                  | -                  | -           | -           | -           | 1      | 0      |
| 2014-2015        | Juventud         | PD               | 11         | 1          | -               | -               | -               | -                  | -                  | -                  | -           | -           | -           | 11     | 1      |
| 2015-2016        | Juventud         | PD               | 6          | 0          | -               | -               | -               | CS                 | 0                  | 0                  | -           | -           | -           | 6      | 0      |
| 2016-2017        | Juventud         | PD               | 1          | 0          | -               | -               | -               | -                  | -                  | -                  | -           | -           | -           | 1      | 0      |
| Totale Juventud  | Totale Juventud  | Totale Juventud  | 18         | 1          |                 |                 |                 |                    | 0                  | 0                  |             |             |             | 18     | 1      |
| Totale carriera  | Totale carriera  | Totale carriera  | 296        | 53         |                 | 10              | 1               |                    | 35                 | 5                  |             |             |             | 341    | 59     |

### Cronologia presenze e reti in Nazionale
| Cronologia completa delle presenze e delle reti in nazionale ― Uruguay | Cronologia completa delle presenze e delle reti in nazionale ― Uruguay | Cronologia completa delle presenze e delle reti in nazionale ― Uruguay | Cronologia completa delle presenze e delle reti in nazionale ― Uruguay | Cronologia completa delle presenze e delle reti in nazionale ― Uruguay | Cronologia completa delle presenze e delle reti in nazionale ― Uruguay | Cronologia completa delle presenze e delle reti in nazionale ― Uruguay | Cronologia completa delle presenze e delle reti in nazionale ― Uruguay |
| Data                                                                   | Città                                                                  | In casa                                                                | Risultato                                                              | Ospiti                                                                 | Competizione                                                           | Reti                                                                   | Note                                                                   |
| ---------------------------------------------------------------------- | ---------------------------------------------------------------------- | ---------------------------------------------------------------------- | ---------------------------------------------------------------------- | ---------------------------------------------------------------------- | ---------------------------------------------------------------------- | ---------------------------------------------------------------------- | ---------------------------------------------------------------------- |
| 8-6-2003                                                               | Seul                                                                   | Corea del Sud                                                          | 0 – 2                                                                  | Uruguay                                                                | Amichevole                                                             | -                                                                      | 71’                                                                    |
| 16-7-2003                                                              | La Plata                                                               | Argentina                                                              | 2 – 2                                                                  | Uruguay                                                                | Amichevole                                                             | -                                                                      | 80’                                                                    |
| 24-7-2003                                                              | Lima                                                                   | Perù                                                                   | 3 – 4                                                                  | Uruguay                                                                | Amichevole                                                             | -                                                                      | 89’                                                                    |
| 30-7-2003                                                              | Montevideo                                                             | Uruguay                                                                | 1 – 0                                                                  | Perù                                                                   | Amichevole                                                             | -                                                                      | 46’                                                                    |
| 15-10-2003                                                             | Chicago                                                                | Uruguay                                                                | 2 – 0                                                                  | Messico                                                                | Amichevole                                                             | -                                                                      |                                                                        |
| 18-2-2004                                                              | Kingston                                                               | Giamaica                                                               | 2 – 0                                                                  | Uruguay                                                                | Amichevole                                                             | -                                                                      |                                                                        |
| 24-7-2004                                                              | Cusco                                                                  | Colombia                                                               | 1 – 2                                                                  | Uruguay                                                                | Coppa America 2004 - Finale 3º posto                                   | -                                                                      | 68’                                                                    |
| 1-3-2006                                                               | Liverpool                                                              | Inghilterra                                                            | 2 – 1                                                                  | Uruguay                                                                | Amichevole                                                             | -                                                                      | 84’                                                                    |
| 11-2-2009                                                              | Tripoli                                                                | Libia                                                                  | 2 – 3                                                                  | Uruguay                                                                | Amichevole                                                             | 1                                                                      | 59’                                                                    |
| 28-3-2009                                                              | Montevideo                                                             | Uruguay                                                                | 2 – 0                                                                  | Paraguay                                                               | Qual. Mondiali 2010                                                    | -                                                                      | 72’                                                                    |
| 6-6-2009                                                               | Montevideo                                                             | Uruguay                                                                | 0 – 4                                                                  | Brasile                                                                | Qual. Mondiali 2010                                                    | -                                                                      |                                                                        |
| 12-8-2009                                                              | Algeri                                                                 | Algeria                                                                | 1 – 0                                                                  | Uruguay                                                                | Amichevole                                                             | -                                                                      | 49’ 61’                                                                |
| 5-9-2009                                                               | Lima                                                                   | Perù                                                                   | 1 – 0                                                                  | Uruguay                                                                | Qual. Mondiali 2010                                                    | -                                                                      | 81’                                                                    |
| 3-3-2010                                                               | San Gallo                                                              | Svizzera                                                               | 1 – 3                                                                  | Uruguay                                                                | Amichevole                                                             | -                                                                      | 46’ 82’                                                                |
| Totale                                                                 |                                                                        | Presenze                                                               | 14                                                                     |                                                                        | Reti                                                                   | 1                                                                      |                                                                        |

## Palmarès

### Club

#### Competizioni nazionali
- Campionato uruguaiano: 1

Nacional Montevideo: 2006
- Supercoppa italiana: 2

Juventus: 2012, 2013